# Neubulach
Neubulach är en stad  i Landkreis Calw i regionen Nordschwarzwald i Regierungsbezirk Karlsruhe i förbundslandet Baden-Württemberg i Tyskland.. Neubulach, som för första gången nämns i ett dokument från år 1390, har cirka 6 000. Neubulach har fem Stadtteile: Altbulach, Liebelsberg, Martinsmoos, Neubulach och Oberhaugstett. Alla var tidigare kommuner som gick samman 1 januari 1975.
Staden ingår i kommunalförbundet Teinachtal tillsammans med staden Bad Teinach-Zavelstein och kommunen Neuweiler.